# Third World
Third World is een Jamaicaanse reggaeband met invloeden uit de soul, funk en disco.
De groep is opgericht in 1973 en bracht sindsdien meerdere albums uit. Tot hun meest bekende nummers behoort onder meer Now That We Found Love uit 1978.
De groep bestond uit: Bunny Rugs, Stephen "Cat" Coore, Richard Daley, Herbie Harris en Tony Ruption Williams.
Leadzanger Rugs overleed in 2014 op 65-jarige leeftijd.

## Discografie

### Albums
- Third World (1976)
- 96° in the Shade (1977)
- Journey to Addis (1978)
- The Story's Been Told (1979)
- Arise in Harmony (1980)
- Third World, Prisoner in the Street (1980)
- Rock the World (1981)
- You've Got the Power (1982) met de Benelux hit Try Jah love
- All the Way Strong (1983)
- Sense of Purpose (1985)
- Serious Business (1989)
- More work to be done (2019)

### NPO Radio 2 Top 2000
| Nummers met noteringen in de NPO Radio 2 Top 2000 | '99  | '00  | '01  | '02  | '03 | '04  | '05 | '06  |
| ------------------------------------------------- | ---- | ---- | ---- | ---- | --- | ---- | --- | ---- |
| Now That We Found Love                            | 1487 | 1730 | 1709 | 1848 | -   | 1689 | -   | 1990 |
| Try Jah Love                                      | -    | 1698 | 1904 | 1911 | -   | -    | -   | -    |

1. ↑  Een '-' betekent dat het nummer niet was genoteerd en een vetgedrukt getal geeft de hoogste notering van een nummer aan.
2. ↑  Deze tabel is bijgewerkt tot en met de laatste editie (2024).